# Jasper Francis Cropsey
Pour les articles homonymes, voir Cropsey.
Jasper Francis Cropsey, né le 18 février 1823 sur l'île de Staten Island à New York dans l'État de New York et mort le 22 juin 1900 à Hastings-on-Hudson dans le même État, est un peintre américain, spécialisé dans la peinture de paysage, membre de la première génération de l'Hudson River School et connu pour ses paysages d'automne.

## Biographie
Jasper Francis Cropsey naît en 1823 dans la ferme familiale installée dans le quartier de Rossville (en) sur l'île de Staten Island à New York.
Il étudie l'architecture auprès de l'architecte Joseph Trench (en), avant de s'orienter vers le métier de peintre. Il étudie l'aquarelle et le dessin à l'académie américaine des beaux-arts sous la direction du peintre anglais Edward Maury, et y expose pour la première fois en 1844. En 1843, il effectue son premier voyage de peintre vers le Greenwood Lake, ou il fait la rencontre de Maria Cooley, qu'il épouse en 1847. Le couple part alors pour l'Europe jusqu'en 1849, visitant l'Angleterre, la France, l'Italie et la Suisse.
A son retour aux États-Unis, il installe son studio à New York et, de 1849 à 1856, visite les montagnes Blanches du New Hampshire, les montagnes Catskill, les chutes du Niagara, les cinq Grands Lacs, le lac Champlain et les états de Rhode Island, du New Jersey et du Vermont durant plusieurs étés. Pour compléter ces revenus, il donne également des cours, qui bénéficie notamment au peintre David Johnson. Il devient membre de l'académie américaine des beaux-arts en 1851. En 1855, il répond à l'invitation de son ami Henry Philip Tappan, président de l'université du Michigan, et séjourne à Ann Arbor, ou il peint le tout récent observatoire de Detroit (en) et le campus de l'université.
En 1856, il s'installe à Londres, ou il réside pendant sept années. Il peint notamment les paysages du littoral du Dorset et de l'est du Devon et de l'île de Wight. Il participe à l'exposition universelle de 1862. De retour à New York, il monte son propre studio. En 1866, il fait partie des membres fondateurs de l'American Watercolor Society.
En 1869, il se fait construire un impressionnant manoir de vingt-neuf chambres dans un style néo-gothique à Warwick qu'il nomme Aladdin d'après le personnage du même nom. En butte à des difficultés financières, il vend cette résidence en 1884. En 1886, il achète la propriété plus modeste d'Ever Rest (en) dans la ville d'Hastings-on-Hudson et y installe son studio en 1888.
Il décède dans cette propriété en 1900. Il est enterré au cimetière de Sleepy Hollow dans la ville du même nom. En 1973, la demeure d'Ever Rest est classée au registre national des lieux historiques et est aujourd'hui un musée en son honneur.
Ces œuvres sont notamment visibles au National Gallery of Art et au Smithsonian American Art Museum de Washington DC, au Metropolitan Museum of Art de New York, au musée d'Art du comté de Los Angeles, au Crystal Bridges Museum of American Art, au musée d'Art de l'université de Princeton, au Detroit Institute of Arts, à la Yale University Art Gallery, au Timken Museum of Art de San Diego, au musée d'Art de Saint-Louis, à l'Honolulu Museum of Art, au Minneapolis Institute of Art, au musée d'Art d'Indianapolis, au musée des Beaux-Arts de San Francisco, au Brooklyn Museum, au musée d'Art de Denver, au Woodmere Art Museum de Philadelphie, au musée d'art Nelson-Atkins de Kansas City, au musée des Beaux-Arts de Houston, à la New-York Historical Society, au musée Amon Carter de Fort Worth, au musée des Beaux-Arts de Boston, à l'Art Institute of Chicago, à l'Hunter Museum (en) de Chattanooga, à la Munson-Williams-Proctor Arts Institute d'Utica, au Frances Lehman Loeb Art Center (en) de Poughkeepsie, à la Addison Gallery of American Art (en) d'Andover, au Museum of the Shenandoah Valley (en) de Winchester, au Flint Institute of Arts (en) de Flint, au Currier Museum of Art de Manchester, au High Museum of Art d'Atlanta, au Reynolda House Museum of American Art (en) de Winston-Salem, au Chrysler Museum of Art de Norfolk, au Westmoreland Museum of American Art (en) de Greensburg, au musée d'Art de Toledo et au musée Thyssen-Bornemisza de Madrid. Des œuvres de Cropsey sont également conservées à la Maison-Blanche.

## Œuvres

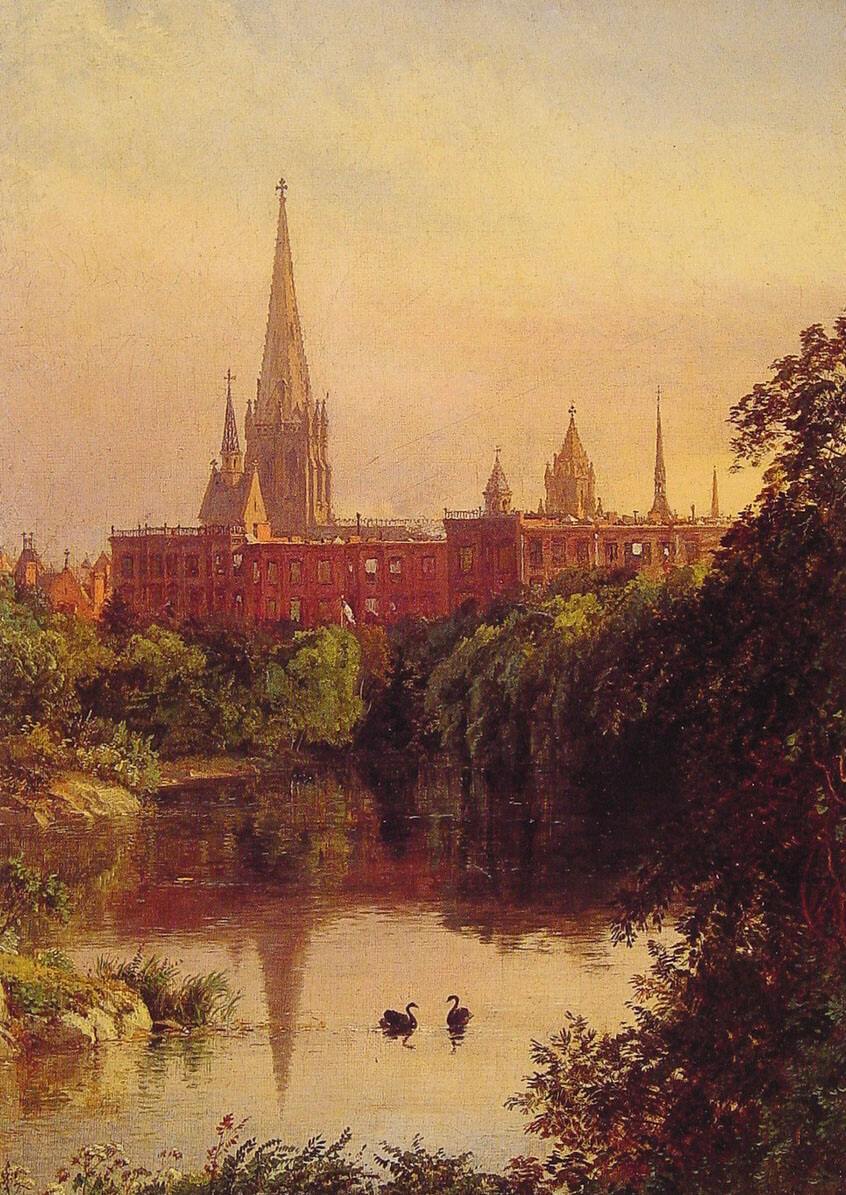
A View in Central Park, sans date
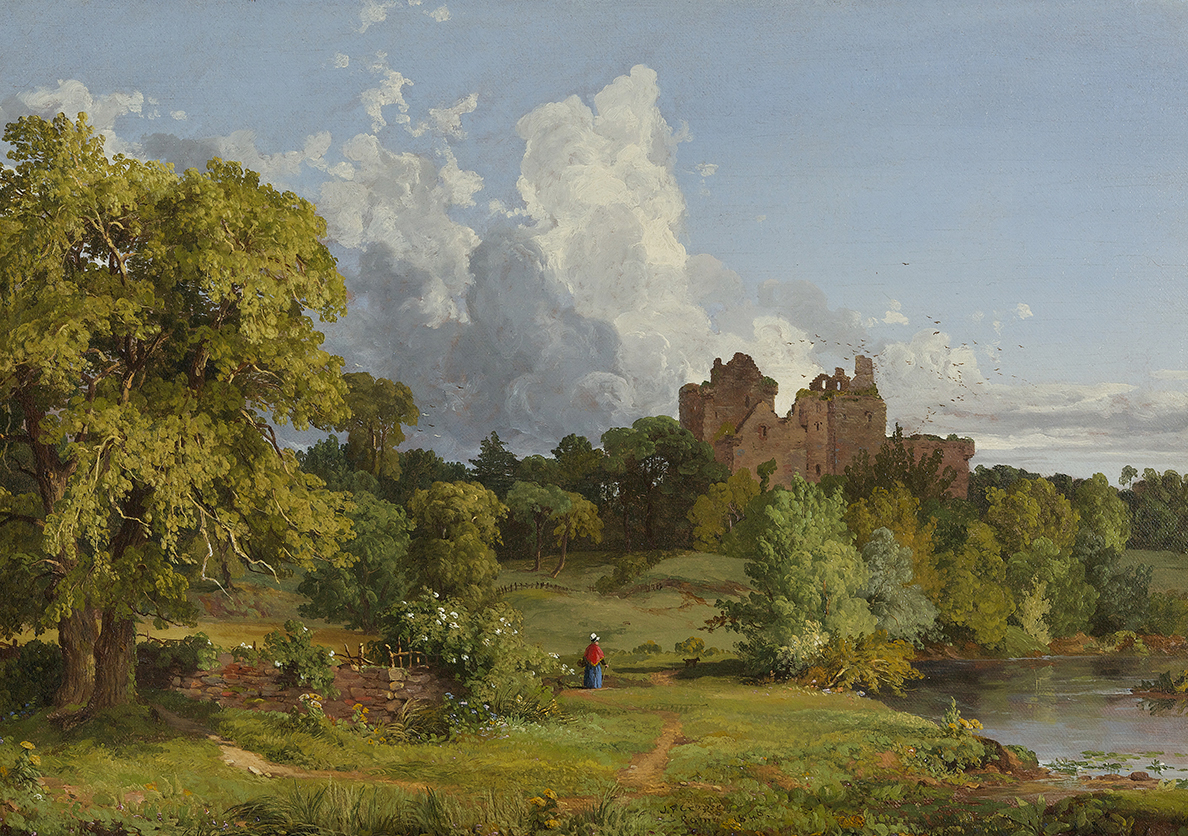
Doune Castle, 1848
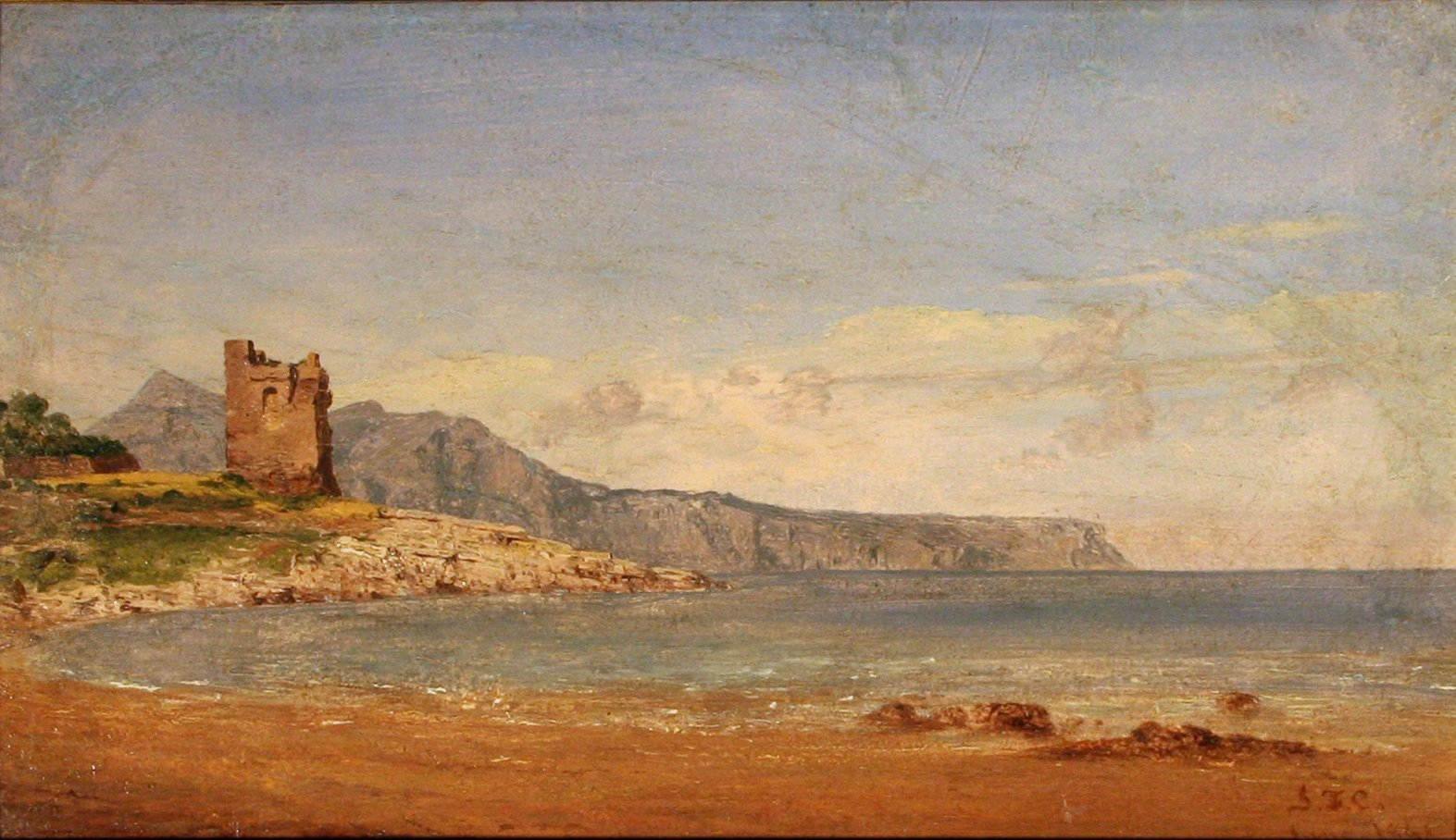
View of Capri, 1848, Hunter Museum of American Art (en)
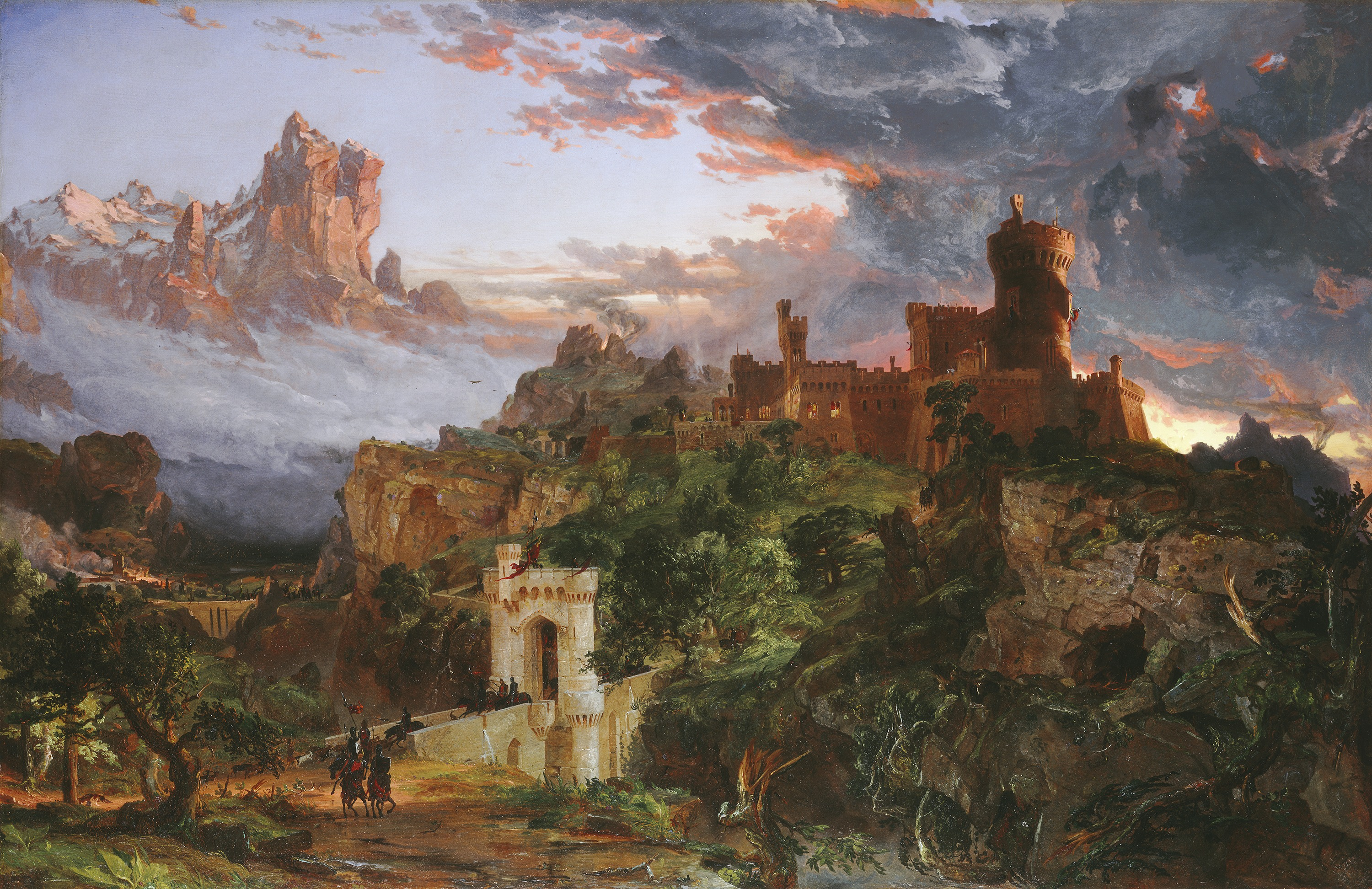
The Spirit of War, 1851, National Gallery of Art
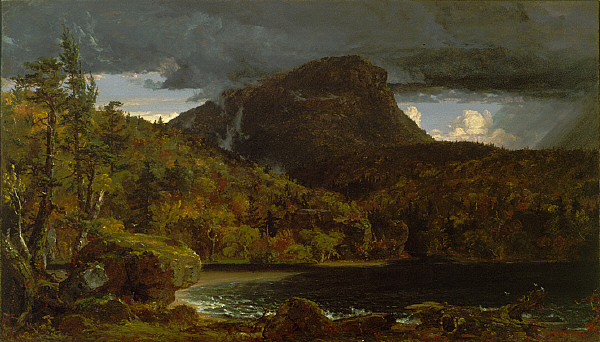
High Torne Mountain, 1851, musée d'Art de Saint-Louis
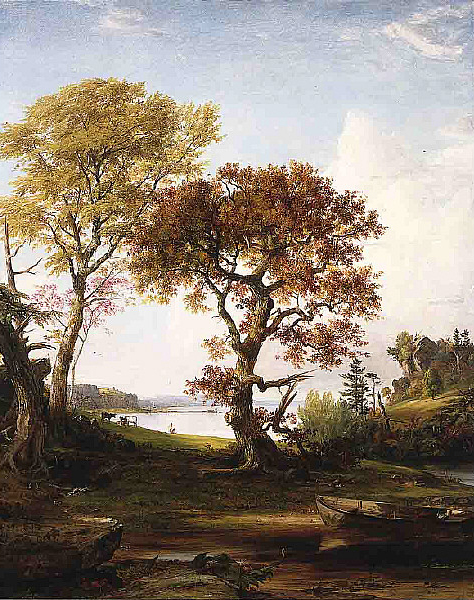
The Hudson at Piermont, 1852, musée d'Art de Saint-Louis
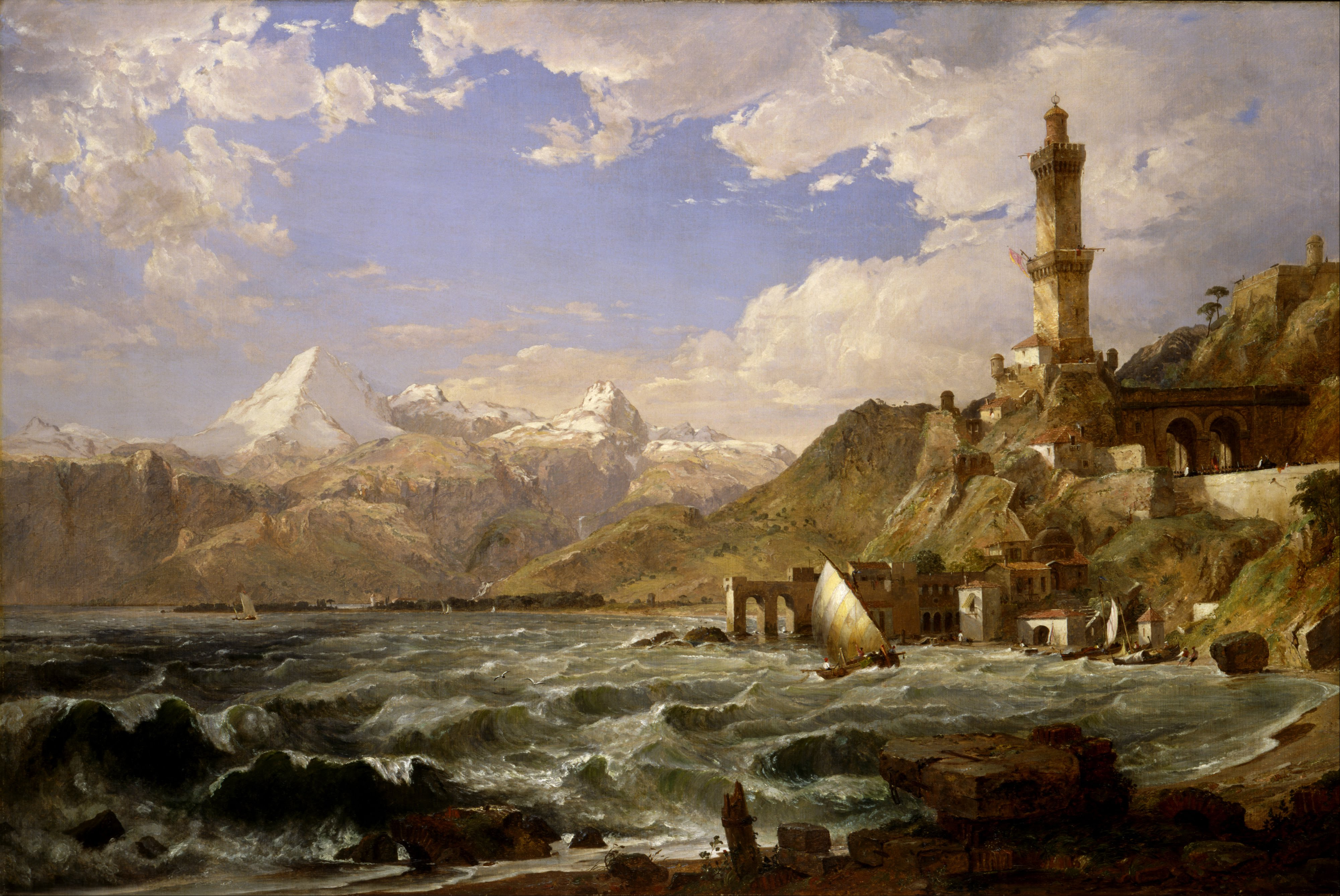
The Coast of Genoa, 1854, Smithsonian American Art Museum
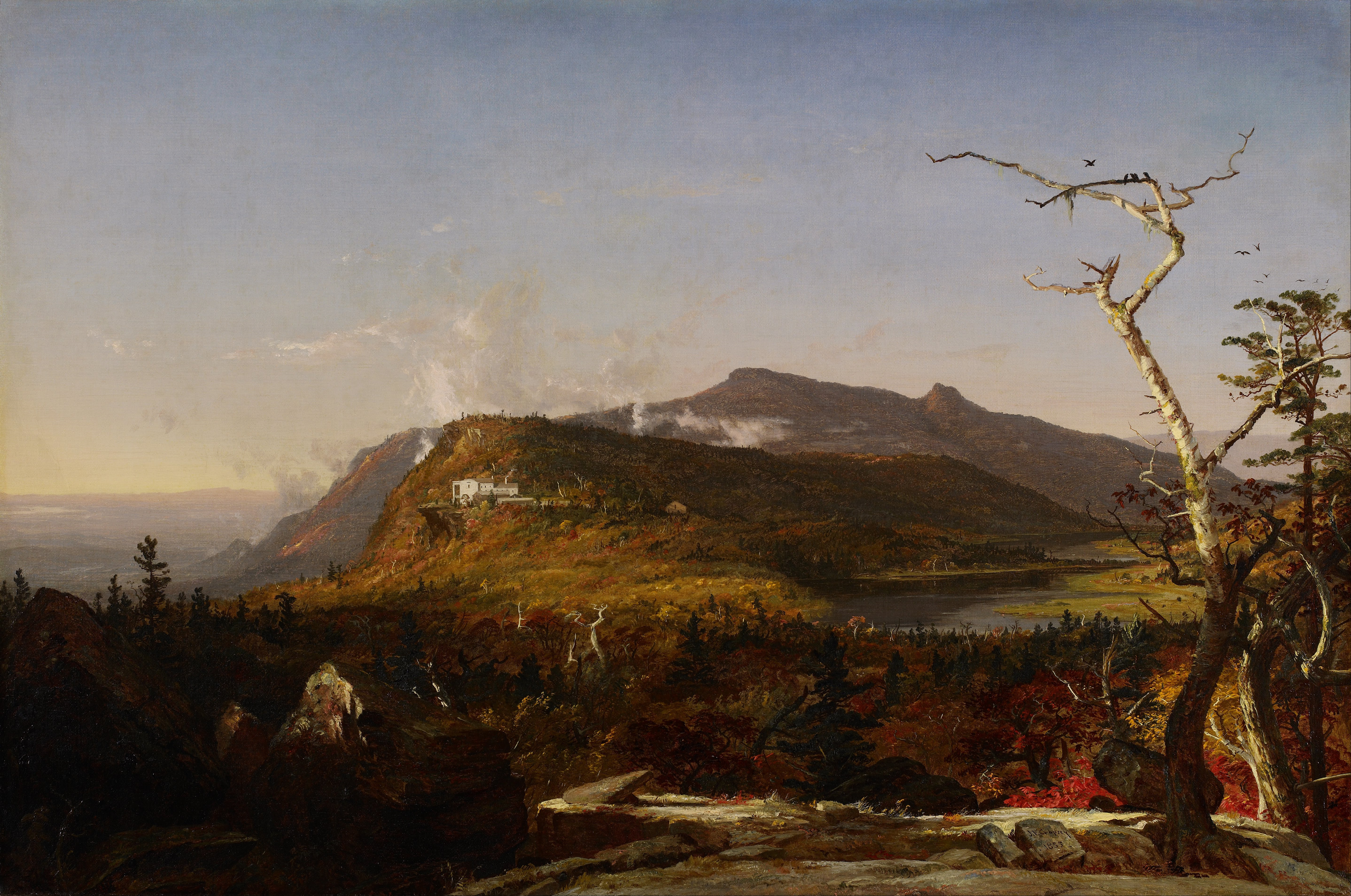
Catskill Mountain House, 1855, Minneapolis Institute of Art
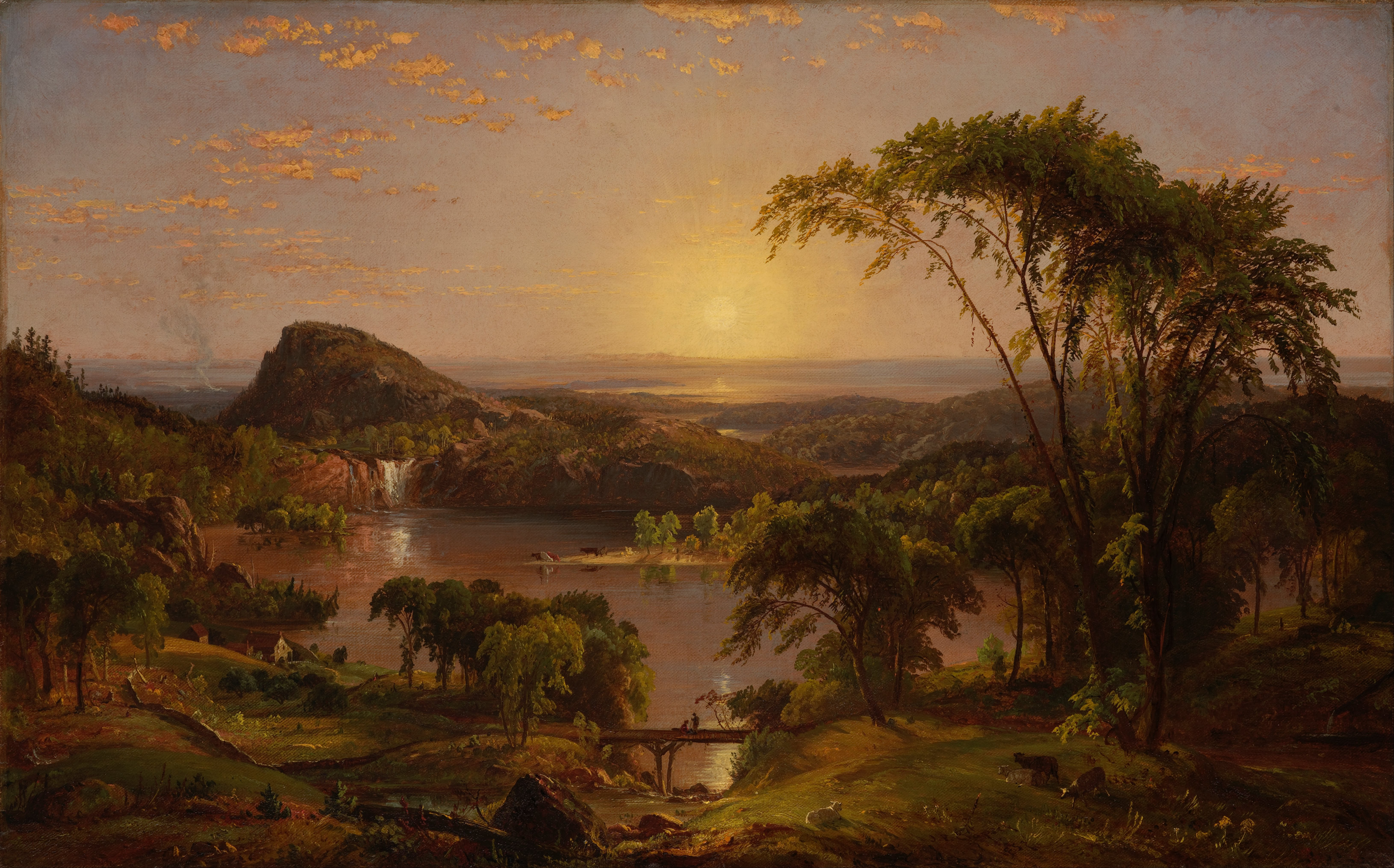
Summer, Lake Ontario, 1857, musée d'Art d'Indianapolis
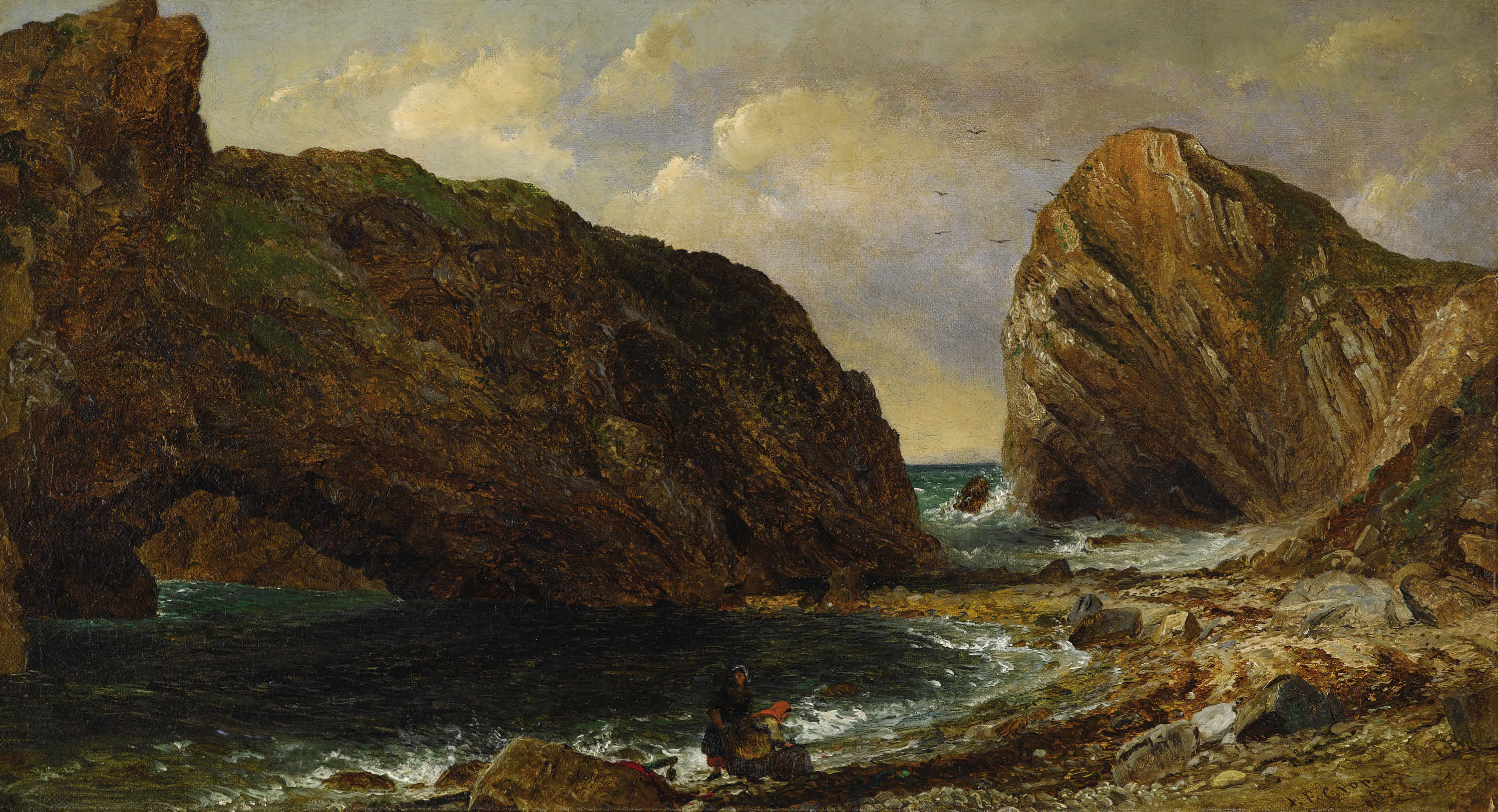
By the Sea, Lulworth, 1857
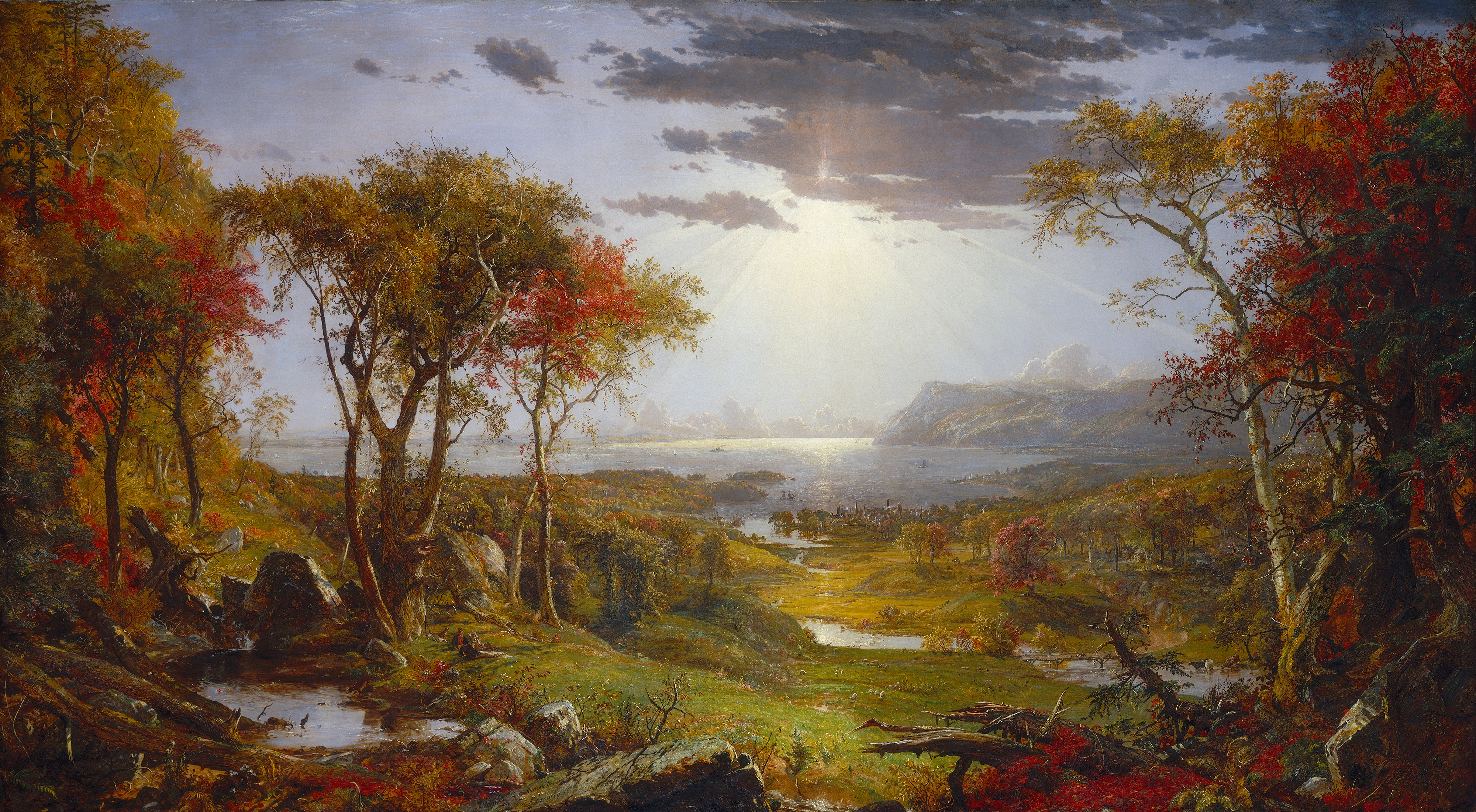
Autumn on the Hudson, 1860, National Gallery of Art
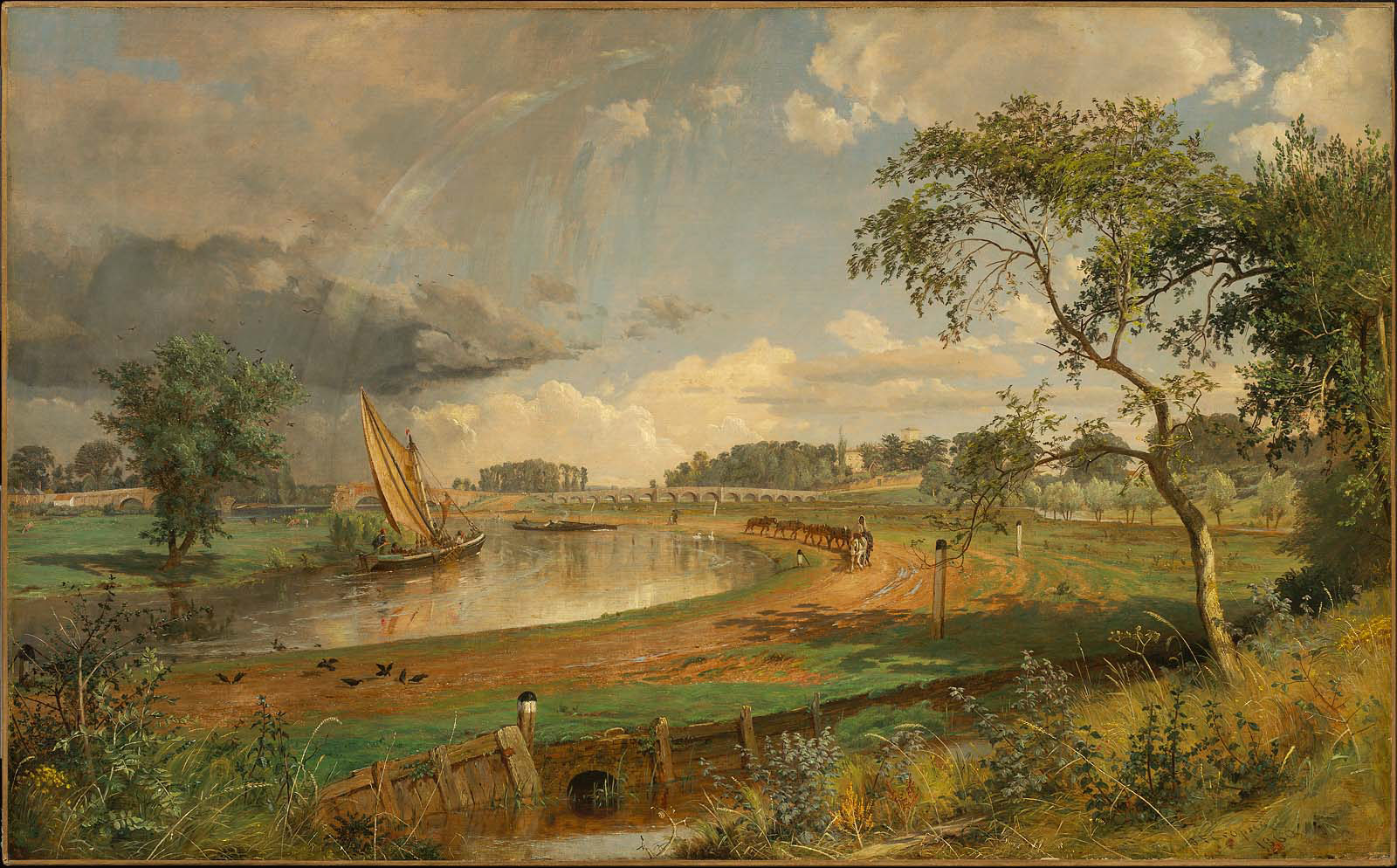
Walton-on-Thames, 1860, musée des Beaux-Arts de Boston
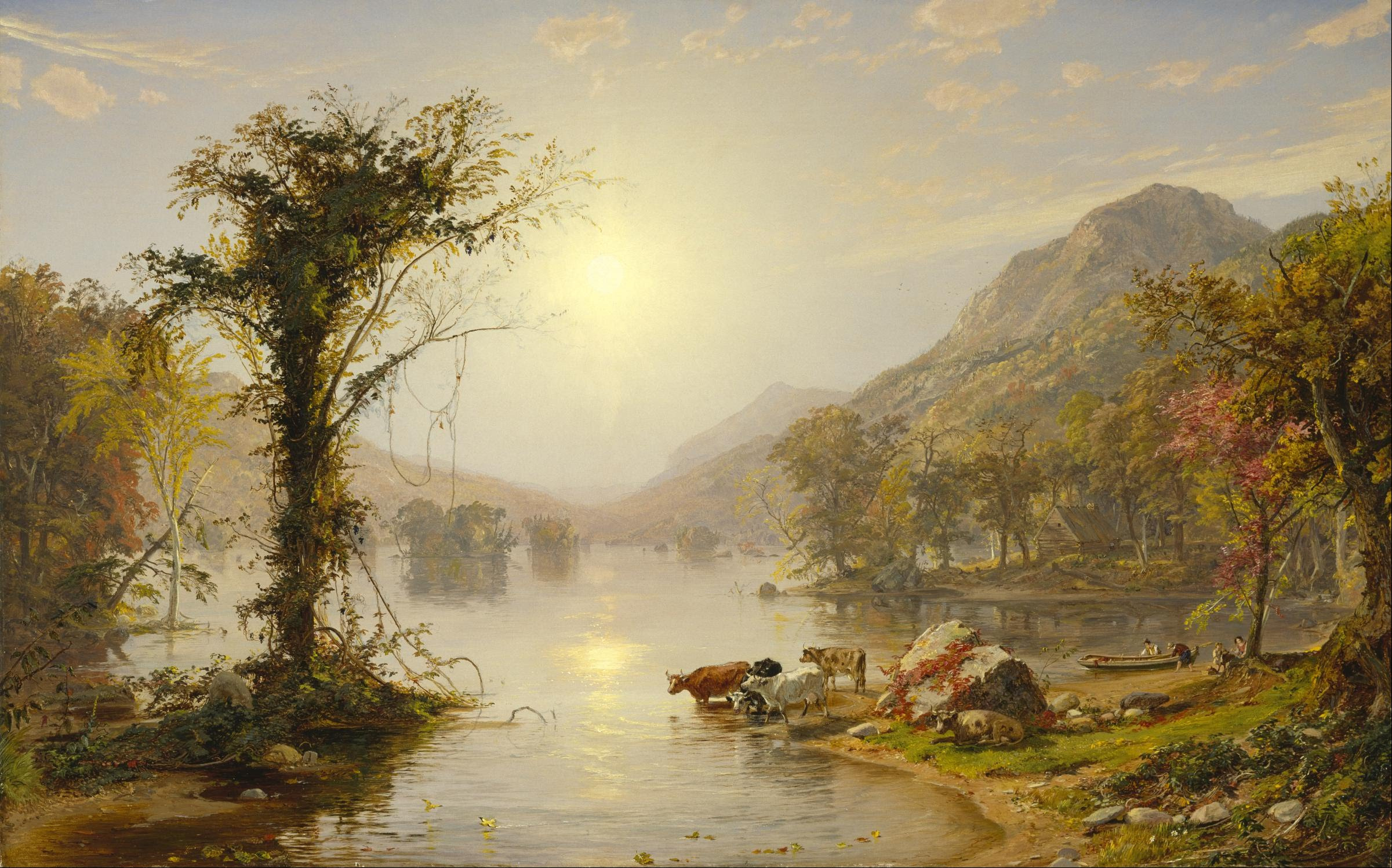
Autumn on Greenwood Lake, 1861, musée des Beaux-Arts de Houston
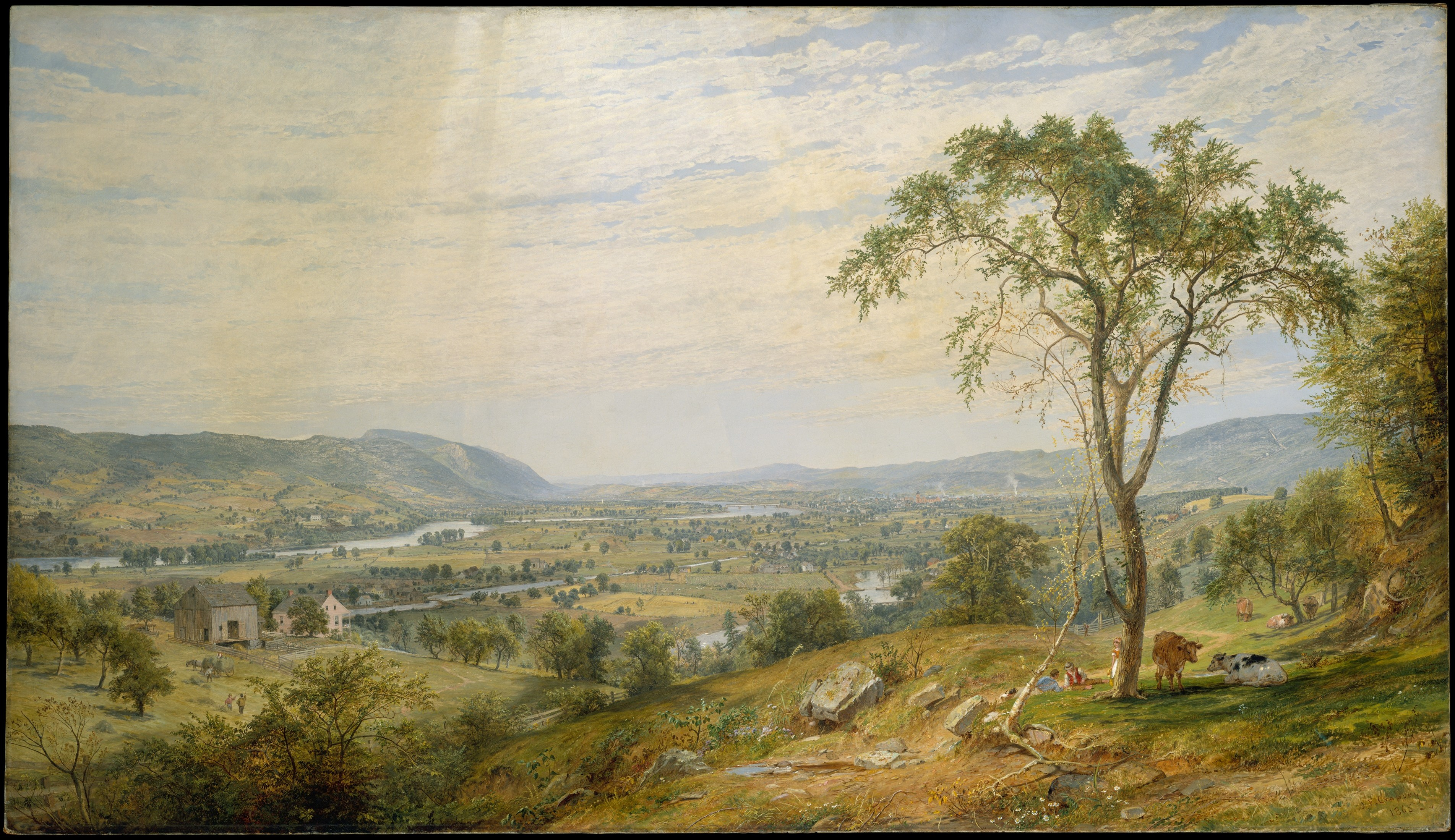
The Valley of Wyoming, 1865, Metropolitan Museum of Art
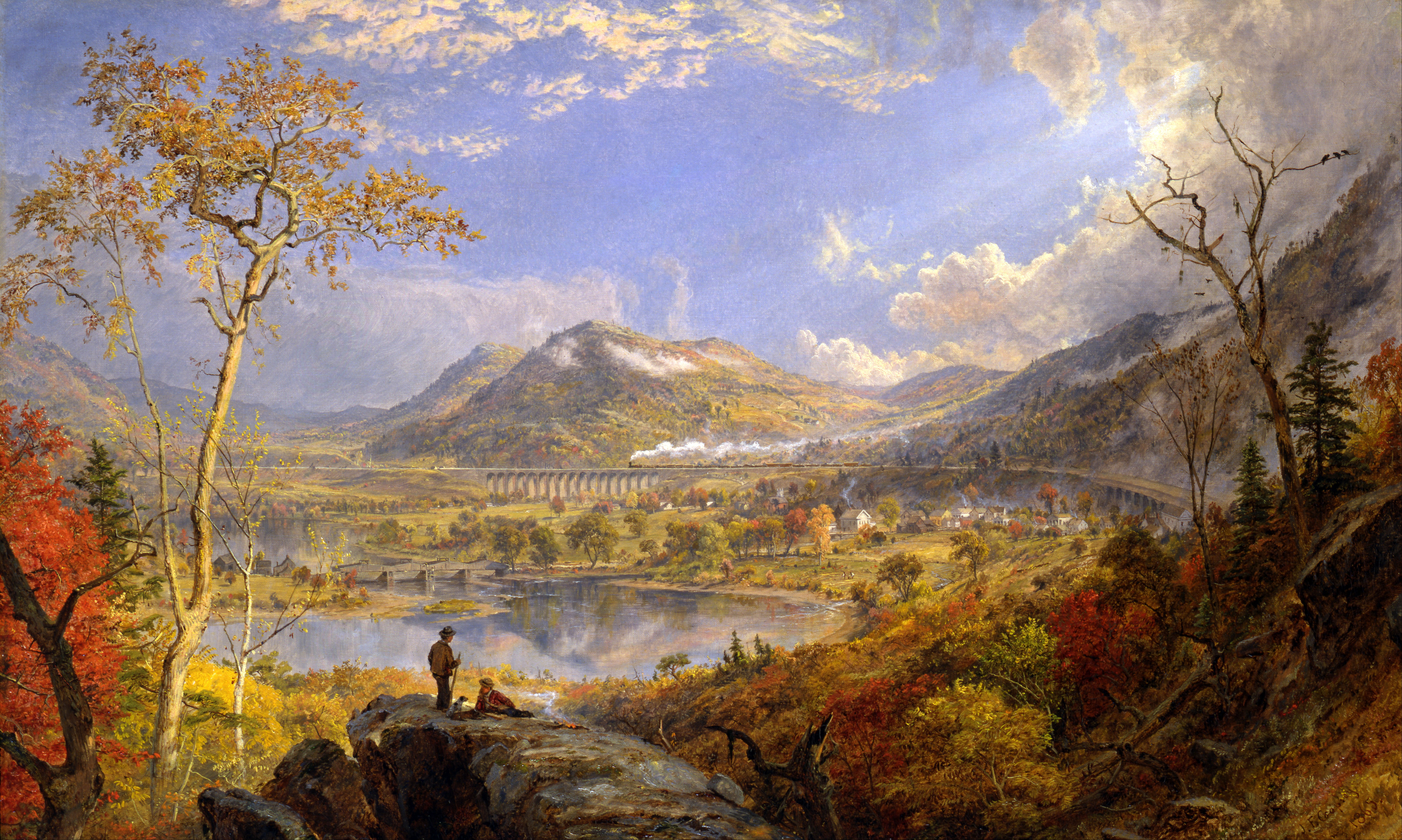
Starrucca Viaduct, Pennsylvania, 1865, musée d'Art de Toledo
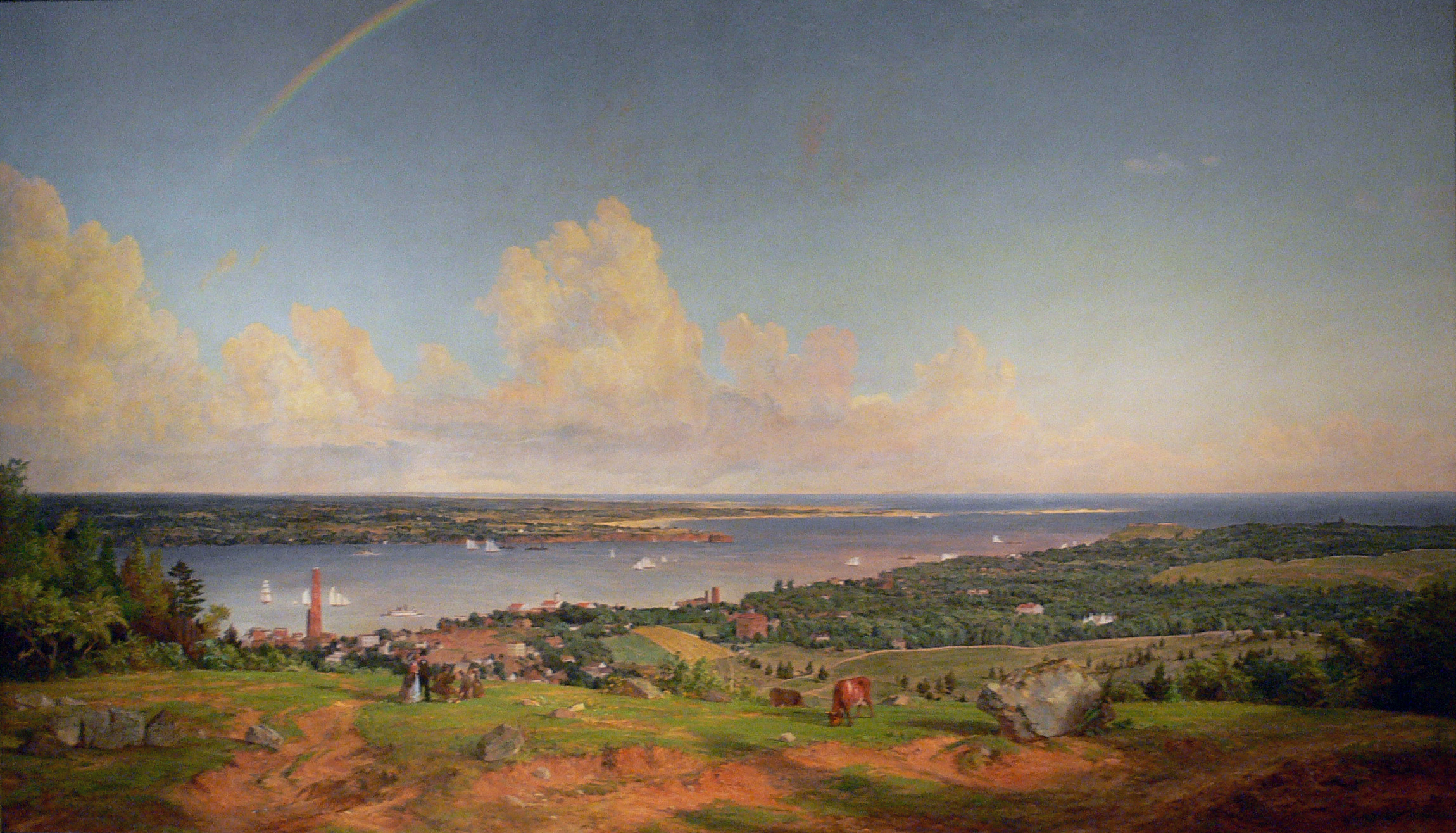
The Narrows from Staten Island, 1868, musée Amon Carter
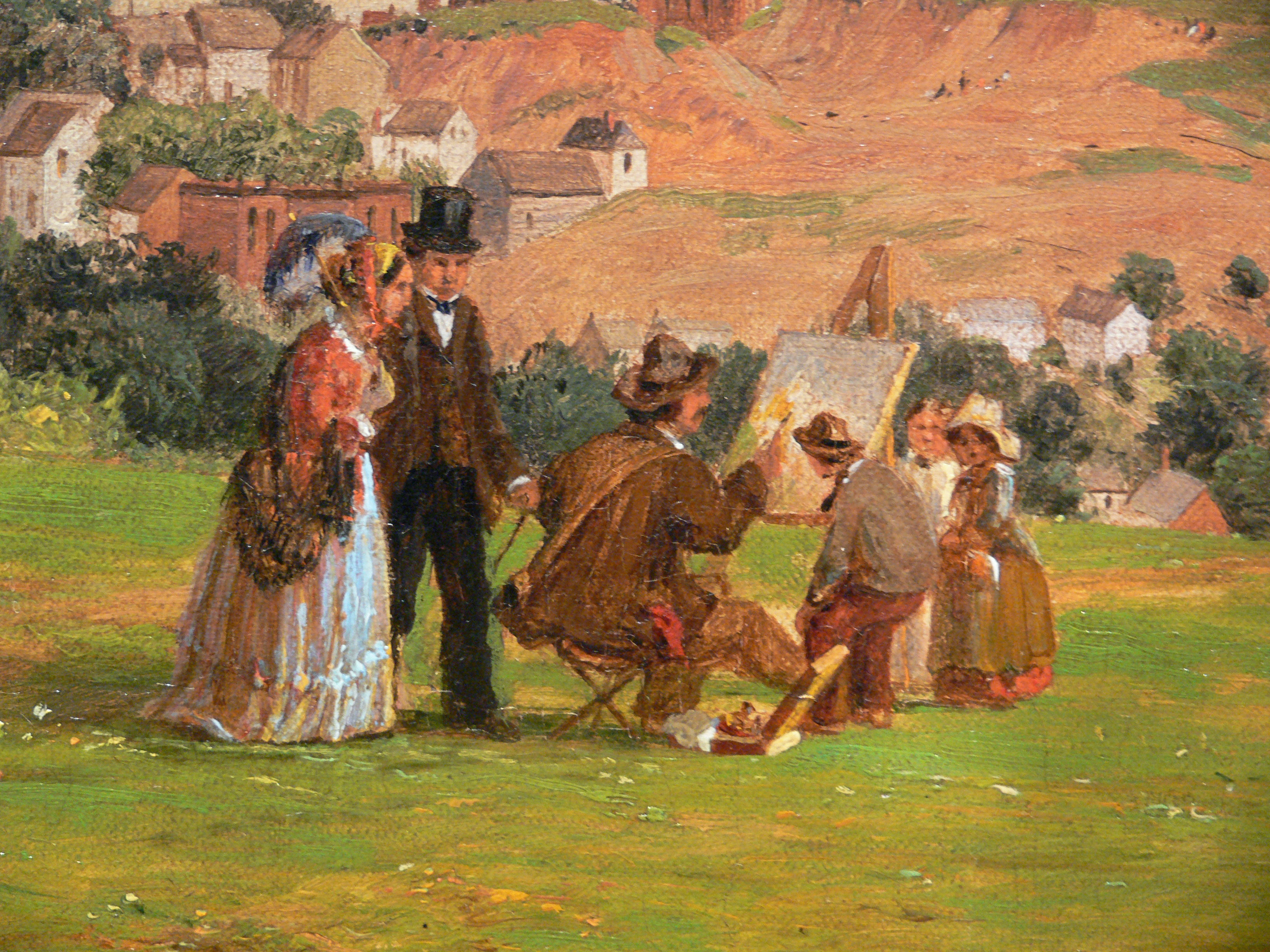
Détail de The Narrows from Staten Island, 1868, musée Amon Carter
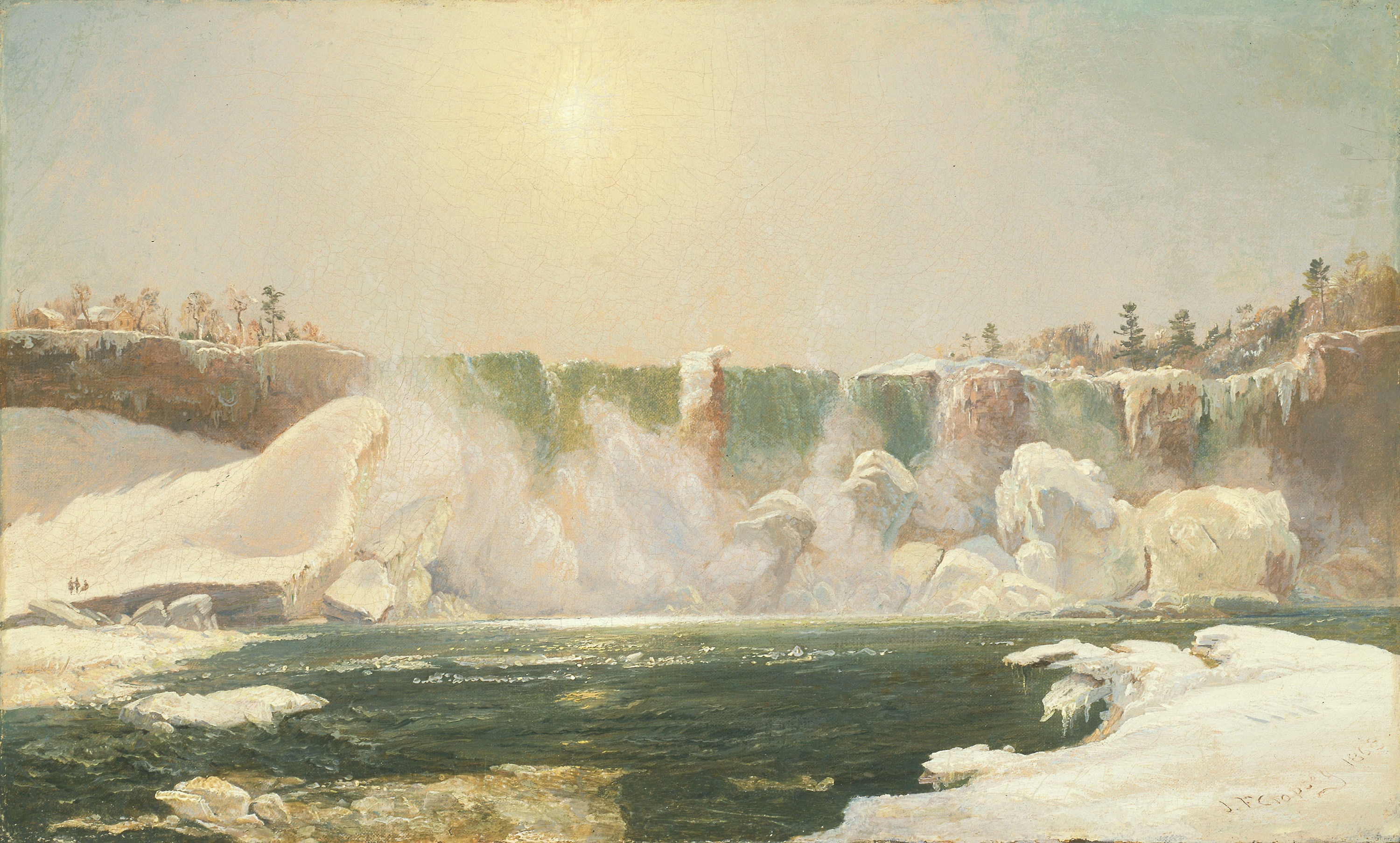
Niagara Falls in Winter, 1868, Art Institute of Chicago
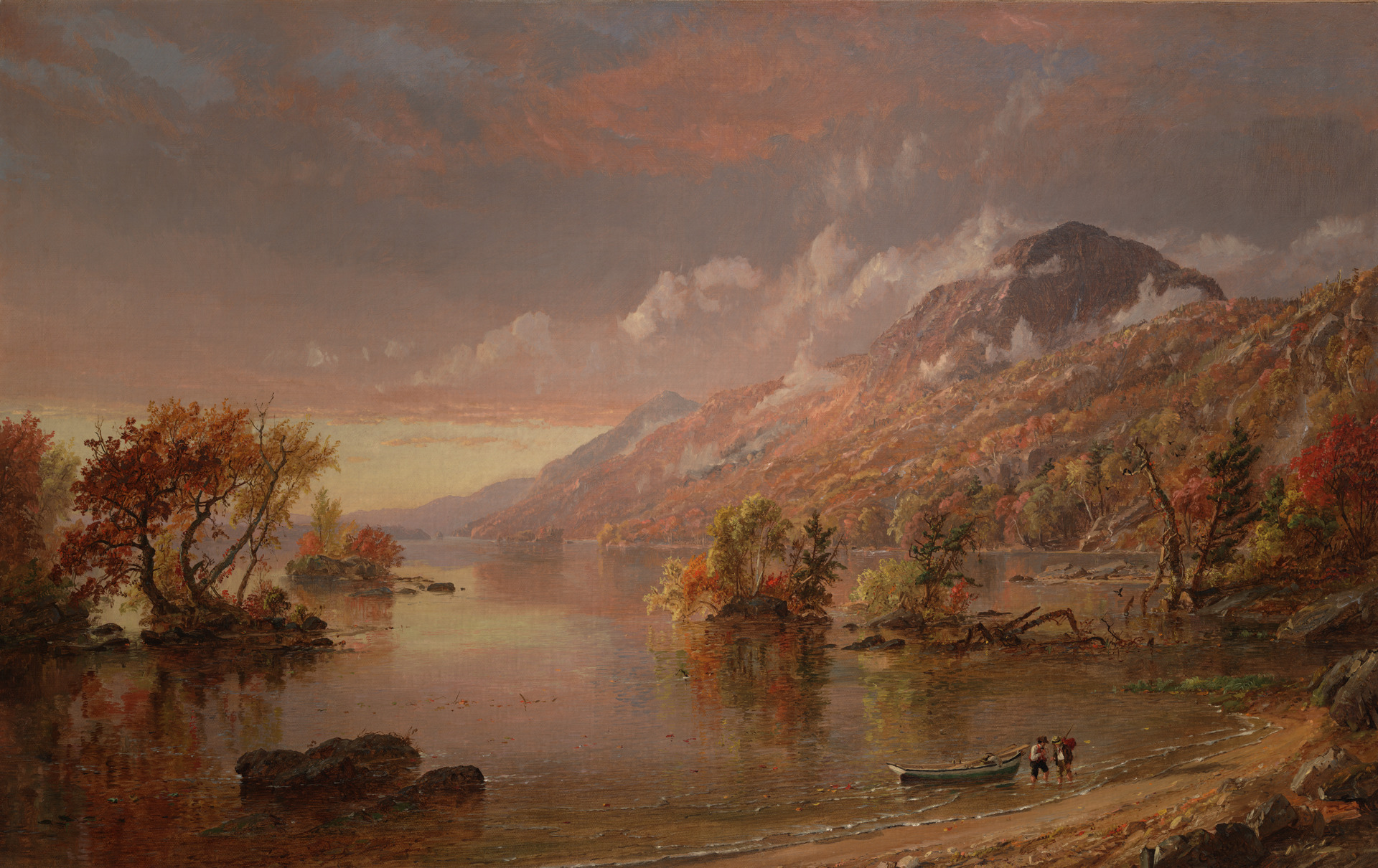
Lake George, entre 1860 et 1870, Yale University Art Gallery
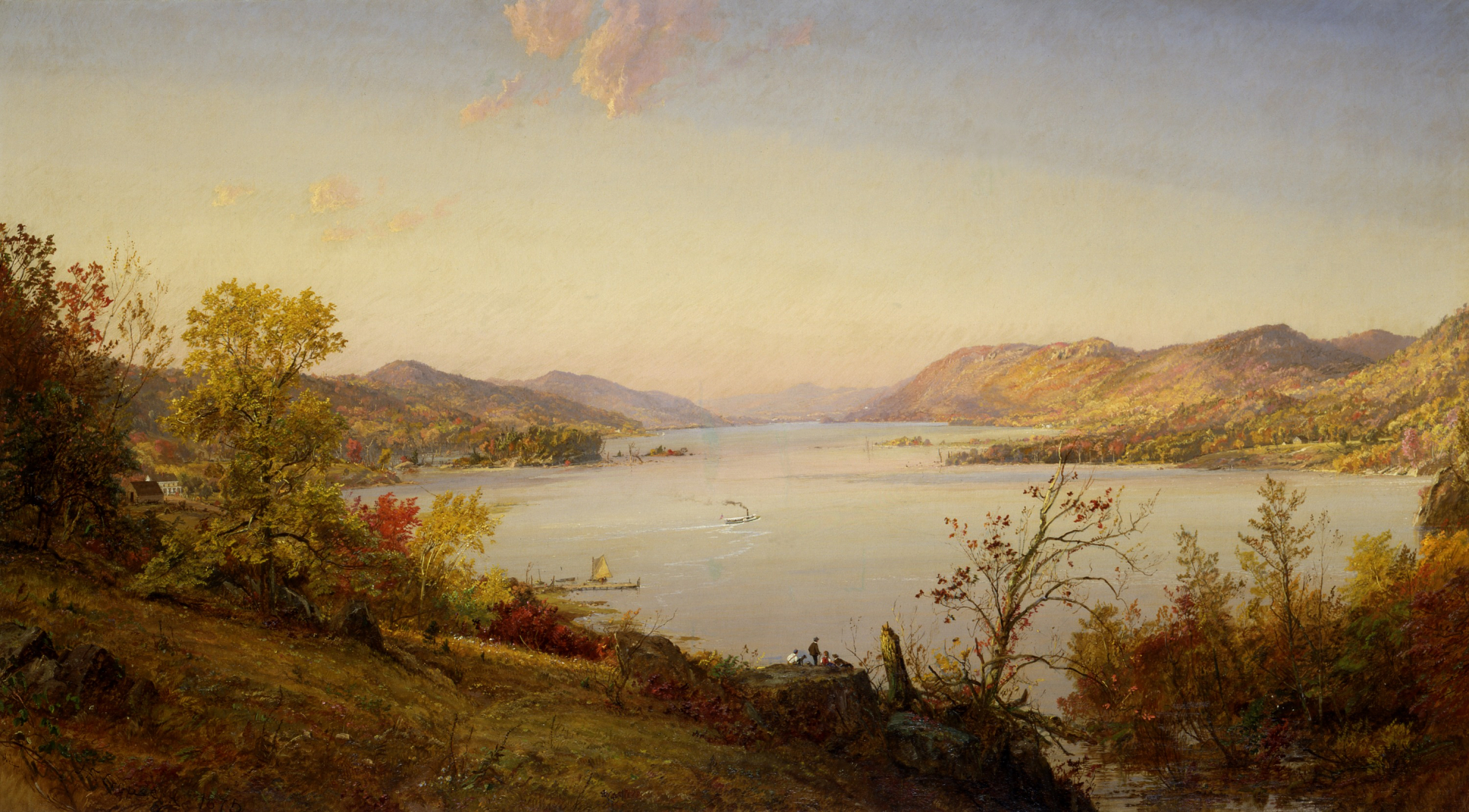
Greenwood Lake, 1875, Smithsonian American Art Museum
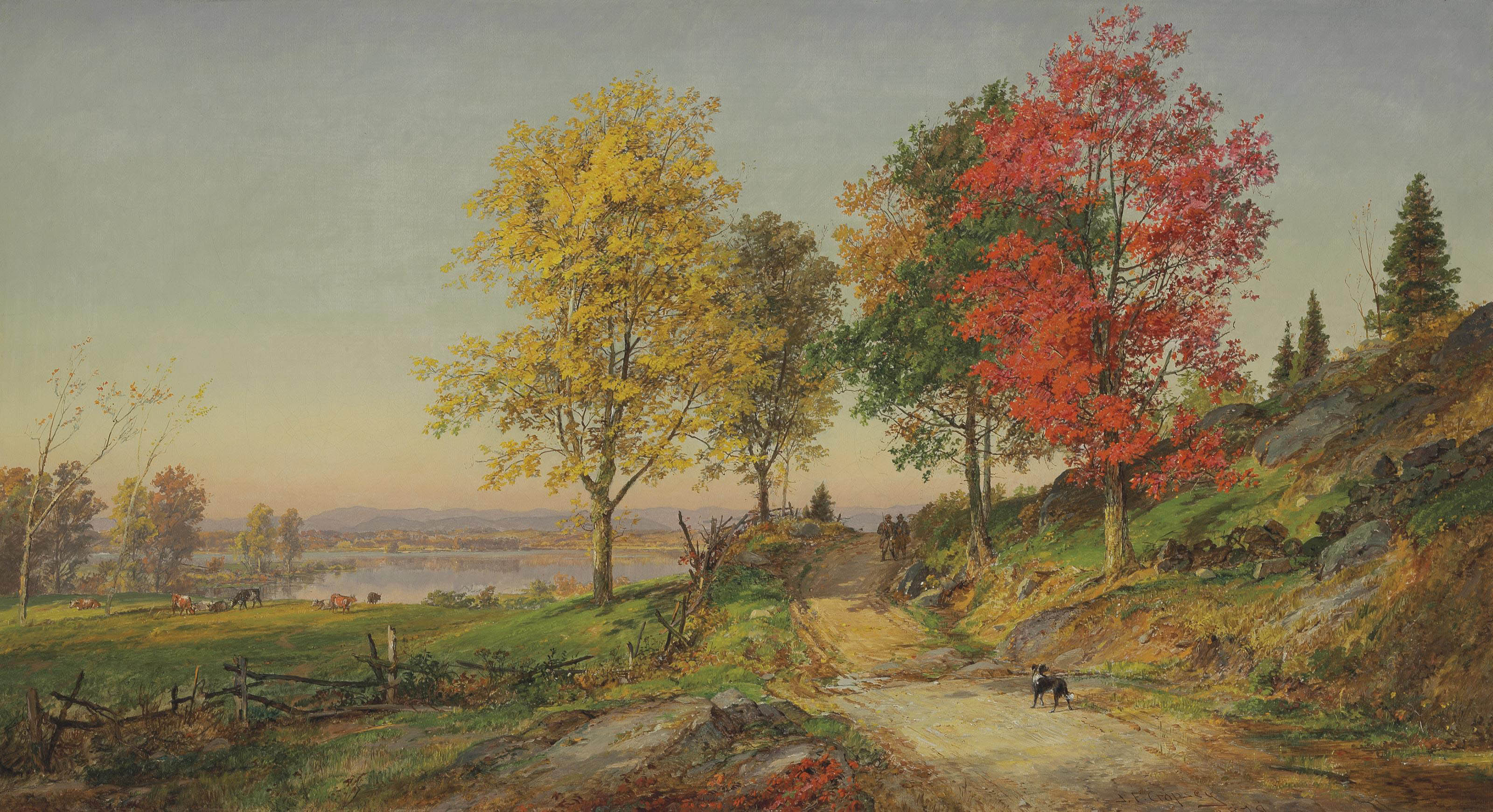
Greenwood Lake, 1879
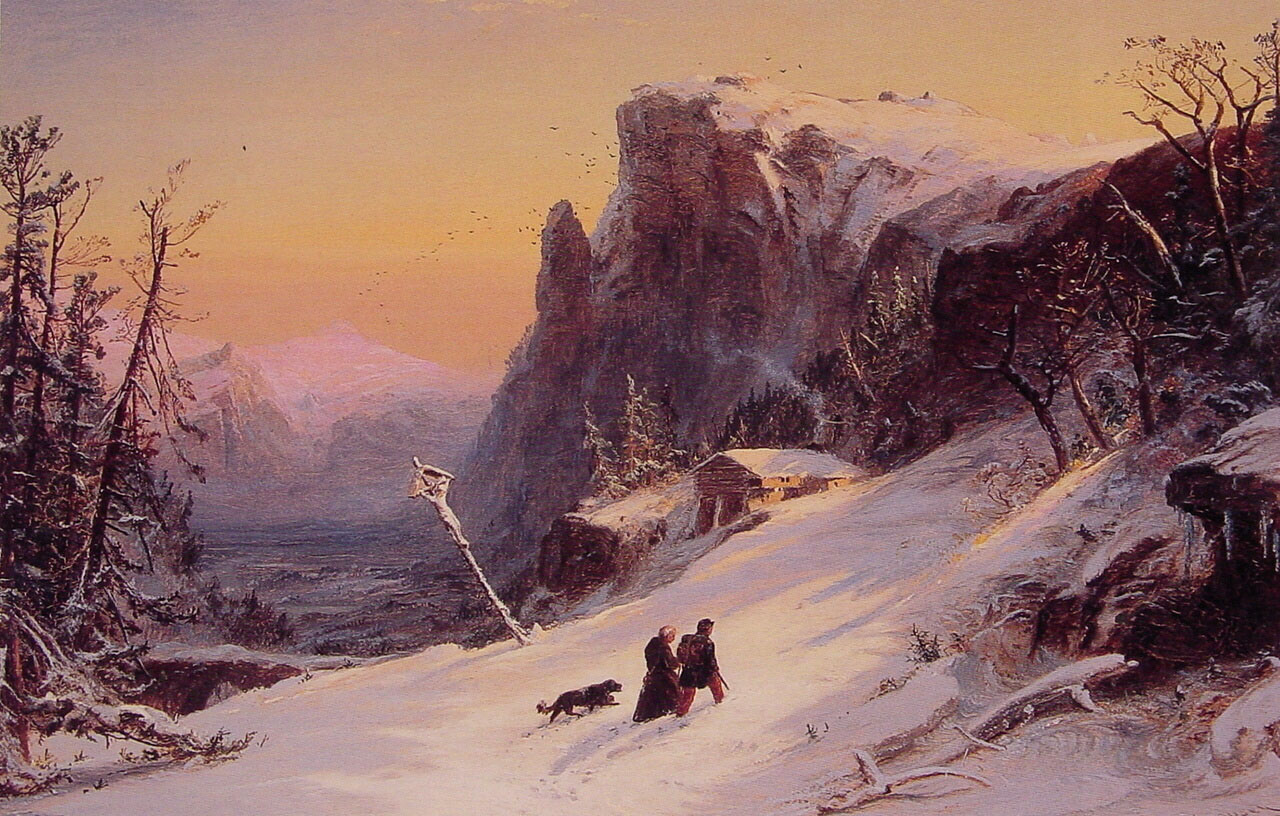
Winter in Switzerland, sans date